# Susanne Mayer
Susanne Mayer (* 1952 in Bonn) ist eine deutsche Journalistin und Sachbuchautorin.

## Leben
Susanne Mayer studierte an den Universitäten Bonn, Freiburg, Oxford und Ann Arbor und wurde 1985 an der Universität Freiburg im Fach Anglistik promoviert.
Ab 1983 war sie zunächst Volontärin, dann Redakteurin der Stuttgarter Zeitung. 1986 wechselte sie zur Hamburger Wochenzeitung Die Zeit, bei der sie im Feuilleton als Kulturreporterin und Literaturkritikerin tätig ist. Sie hat zwei Söhne.
Für ihre Arbeiten wurde sie 1985 mit dem Theodor-Wolff-Preis sowie 1990 und erneut 1994 mit dem Emma-Journalistinnen-Preis ausgezeichnet. Sie ist Mitgründerin des PEN Berlin.

## Schriften (Auswahl)

### Bücher
- Die Sehnsucht nach den anderen. Eine Studie zum Verhältnis von Subjekt und Gesellschaft in den Autobiographien von Lillian Hellman, Maya Angelou und Maxine Hong Kingston. Lang Verlag, 1986, ISBN 3-8204-8389-6.
- Deutschland armes Kinderland. Wie die Egogesellschaft unsere Zukunft verspielt; Plädoyer für eine neue Familienkultur. Eichborn, Frankfurt am Main 2005, ISBN 3-8218-3964-3.
- Die Kunst, stilvoll älter zu werden: Erfahrungen aus der Vintage-Zone. Berlin-Verlag, 2016, ISBN 978-3-8270-1300-2.
- mit Gabriele von Arnim, Christiane Grefe, Evelyn Roll und Elke Schmitter: Was tun – Demokratie versteht sich nicht von selbst. Kunstmann Verlag, 2017, ISBN 978-3-95614-210-9.
- Männer! Kolumnen. Berlin Verlag 2018
- Die Dinge unseres Lebens und was sie über uns erzählen. Berlin-Verlag 2019

### Artikel

#### Porträts/Gespräche
- John Berger – "In den Falten der Zeit" Wie ich mit dem britischen Autor John Berger auf dem Motorrad in die Berge fuhr und etwas über Rhizome, Bilder und Schnapsbrennen lernte. DIE ZEIT Nr. 10/ 2007
- Kerstin Ekman – "Die mit dem Raben spricht" Wie wir leben können oder sollten: Ein Besuch bei der schwedischen Autorin Kerstin Ekman DIE ZEIT Nr. 2/2008
- PO Enquist – "O Du mein Licht. Wie Per Olov Enquist die Hölle erlebte und zu neuem Leben erweckt wurde" DIE ZEIT Nr. 12/2009
- EL Doctorow – "Gespräche unter Schatten" DIE ZEIT Nr. 1/2011
- Siri Hustvedt – "Warum lieben sich Menschen?" DIE ZEIT Nr. 12/ 2011
- Paul Auster – "Dies ist ein geteiltes Land" DIE ZEIT Nr. 30/2012
- Salman Rushdie – "Keine Kompromisse" DIE ZEIT Nr. 49/2012
- Harold Bloom – "Was im 6. Akt passiert" Ein Gespräch mit Harold Bloom, dem Enfant terrible der Shakespeare-Forschung, über Schurken, Liebe, das Nichts DIE ZEIT Nr. 16/2014
- Vivienne Westwood – "Stärke ist erregend" Vivienne Westwood hat Punk erfunden, zwei Söhne erzogen, Haute Couture umgekrempelt, jetzt hat sie sich vorgenommen, die Welt zu verbessern. DIE ZEIT Nr. 41/2014
- Sofi Oksanen – "Was wir erlebten" DIE ZEIT Nr. 41/2014
- Henning Mankell – "Wenn Sie Flügel haben, fliegen sie" Der Autor Henning Mankell leidet an Krebs. Wie denkt er über die Krankheit, sein Leben, den Tod? Ein Gespräch im sonnigen Antibes.DIE ZEIT  Nr. 13/2015
- Lydia Davis – "In aller Kürze" Lydia Davis ist ein Star des literarischen Amerikas. Ihre "Stories" – Miniaturen in Prosa – sind präzise, witzig, philosophisch und gelten als neue Gattung DIE ZEIT Nr. 18/2015
- Diane von Fürstenberg – "Alles wagen!" Diane von Furstenberg war das It-Girl der sechziger Jahre, sie hat das Wickelkleid erfunden, eine Ikone der Mode wie sie selbst.  Ein Besuch in New York bei einer Legende. DIE ZEIT Nr. 42/2015
- Laurie Anderson – "Wir sind hier, um Freude zu empfinden" DIE ZEIT Nr. 14/2016
- Jane Gardam – "Sweet Lady Jane" DIE ZEIT Nr. 21/2016
- Marina Abramovic – "Mein Körper ist ein Spiegel des Kosmos" DIE ZEIT Nr. 46/2016
- Petina Gappah – "Schaukeln über dem Abgrund" DIE ZEIT Nr. 51/2016

#### Kolumnen
- Khmer Route. Kambodschanisches Tagebuch  (11 Teile). ZEITOnline 2006
- Männer! DIE ZEiT Feuilleton
- Endlich Vintage! ZEITOnline Magazin

#### Familienpolitische Beiträge
- Im Land der weiblichen Männer. In: Die Zeit. Nr. 21, 19. Mai 2005.
- Familienkrach – Kinderlose Akademiker. Eine Analyse. In: Die Zeit. Nr. 11, 10. März 2005.
- Unsere teuren Alten. Wir. In: Die Zeit. Nr. 17, 15. April 2004.

#### Essays
- Im Land der Muttis. Die deutsche Hausfrau gilt als Stütze der Nation. Dabei kostet es uns ein Vermögen, wenn bestens ausgebildete Frauen zu Hause bleiben. In: Die Zeit. 13. Juli 2006.
- Das Knabenopfer. Männer haben Jungen missbraucht, viele Männer haben das gedeckt. Warum? Überlegungen zu einem Tabu. In: Die Zeit. Nr. 12/2010.
- Diese sich ausbreitende Stille. Kinderhaben kann sich wie ein Wunder anfühlen – und doch so mühsam sein. Weshalb es nun viel zu wenige Kinder gibt. Warum ändern wir das nicht? In: Die Zeit. Nr. 2/2016.

#### Reportagen
- "Holly Christmas" – Auf der Suche nach Holly Golightly, Truman Capote und einem ordentlichen Frühstück bei Tiffany in New York DIE ZEIT Nr. 1/2008
- "Mr. und Mrs. Brown" – Queen Victoria mochte das wilde Schottland, und ganz besonders mochte sie ihren schottischen Diener John Brown. In Inverlochy Castle verbrachten sie eine schöne Woche. DIE ZEIT Nr. 43/2009
- "Spuren des Schmerzes" – Am 26. Juli wird der Internationale Gerichtshof in Kambodscha das erste Urteil fällen – über den Roten Khmer Duch, Leiter des Folterzentrums S-21. Hilft das den Überlebenden des Völkermords? Eine Reise durch ein geschundenes Land DIE ZEIT Nr. 29/2010
- "PunX NOT NiCE" – Fashion Show am Metropolitan Museum in New York. Thema: Punk und Haute Couture. Welch ein Wagnis. Frage: Für wen nur? Nr. 21/2013
- "Die Natur beneidete die Kunst" – Vor fast 500 Jahren verfasste der Maler und Historiker Giorgio Vasari Lebensbeschreibungen von Künstlern der Renaissance. Jetzt ist eine großartige Edition seiner 45 Bände auf Deutsch erschienen. Ein Besuch in der Werkstatt in Florenz. DIE ZEIT Nr. 41/2015